# Ise (rivière)
Pour les articles homonymes, voir Ise.
L'Ise (dénommée Isle dans sa partie aval) est une rivière française qui coule intégralement dans le département d'Ille-et-Vilaine, région Bretagne de 29,7 km de longueur. C'est un affluent de rive gauche de la Seiche avec laquelle elle conflue à Châtillon-sur-Seiche, donc un sous-affluent de la Vilaine.

## Toponymie
Son nom est Iz en breton.

## Parcours
Elle prend sa source à Janzé le long de la route départementale 92 et se jette dans la Seiche à Noyal-Châtillon-sur-Seiche.

## Qualité de l'eau
Le suivi de la qualité physico-chimique de l'Ise se fait grâce à un point de prélèvement sur la commune Noyal-Châtillon-sur-Seiche, qui donne les résultats suivants :
| Nitrates                                   | 2010 | 2011 | 2012 | 2013 |
| ------------------------------------------ | ---- | ---- | ---- | ---- |
| Concentration du paramètre (percentile 90) | 53   | 42   | 37   | 47   |
| Classe SEQ-Eau                             |      |      |      |      |

Conformément à la directive-cadre sur l'eau, l'Ise doit atteindre le bon état écologique de l'eau. Les évaluations effectuées montrent l'état écologique suivant :
| état écologique de la masse d'eau | 2010  | 2011  |
| --------------------------------- | ----- | ----- |
| état écologique                   | Moyen | Moyen |